# Jacques Hélian
Jacques Der Mikaélian dit Jacques Hélian, né le 7 juin 1912 dans le 10e arrondissement de Paris et mort le 29 juin 1986 à l'hôpital Broussais dans le 14e arrondissement, est un chef d'orchestre de music-hall français. 
Dans le sillage des orchestres à sketches, tels que Ray Ventura et ses collégiens d'avant-guerre dont il est issu, Jacques Hélian conduira la plus prestigieuse formation de scène des dix années d'après-guerre qui atteindra son apogée au début des années 1950 avec jusqu'à 25 artistes sur scène et jusqu'à plusieurs concerts par jour joués à guichets fermés, en France bien sûr, mais aussi en Belgique, en Suisse, en Afrique du Nord et au Canada, tout en produisant de très nombreux disques de titres à succès.

## Biographie

### Débuts
Né d'un père pharmacien d'origine arménienne et d'une mère française, il entre à 16 ans à l'École dentaire de Paris, mais il abandonne rapidement ses études pour apprendre le saxophone avec Raymond Legrand, qui vient d'épouser sa sœur Marcelle Der Mikaélian (il deviendra donc l'oncle du compositeur Michel Legrand). Il commence sa carrière de musicien comme saxo alto, saxo baryton et clarinette dans l'orchestre de Roland Dorsay.

### Musicien de Ray Ventura

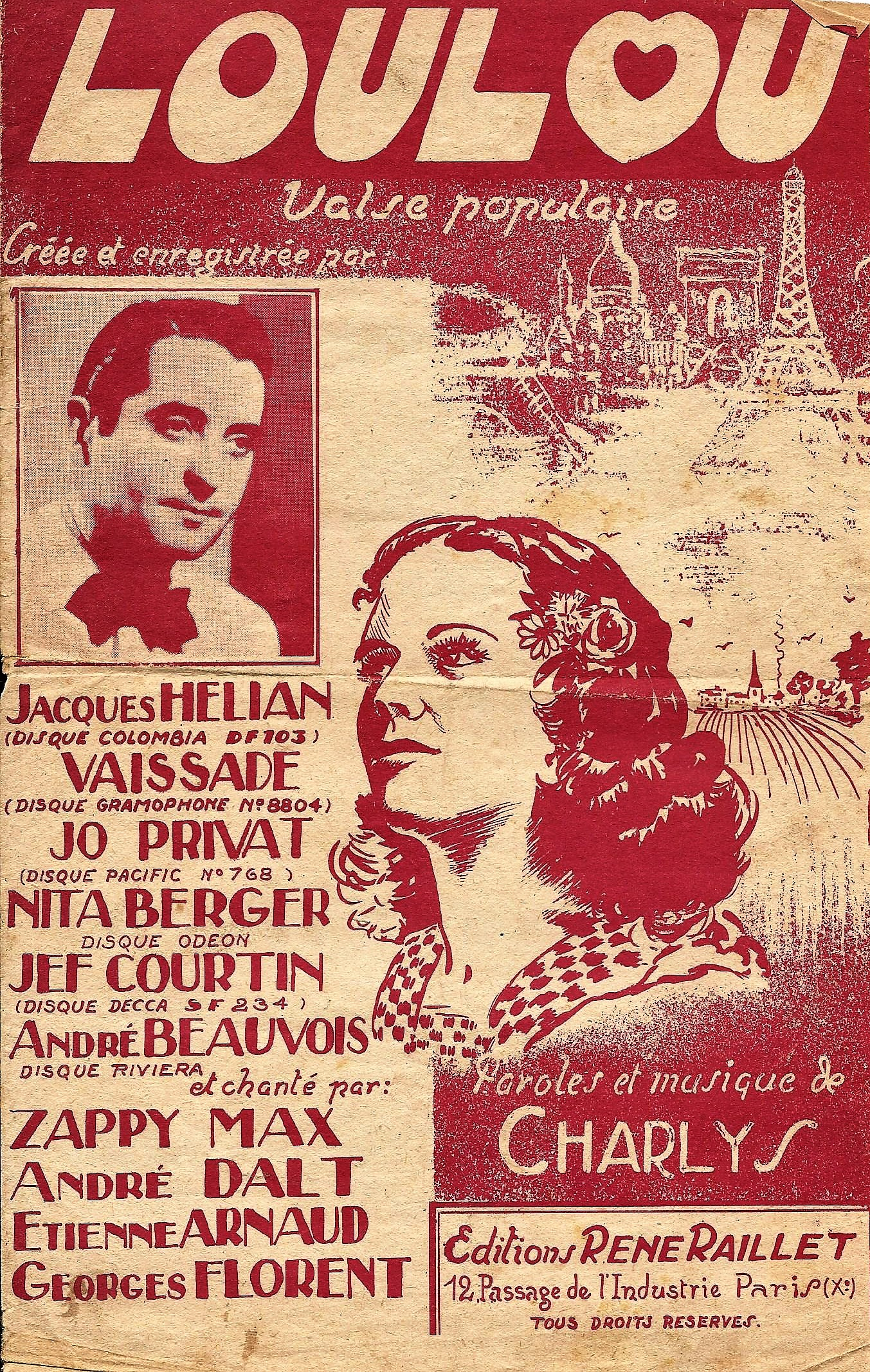

En 1936, il fait partie de l'orchestre de Jo Bouillon puis de celui de Ray Ventura. Il participe à des émissions radiophoniques sur le Poste parisien, un des émetteurs les plus populaires de l'époque. Sous le nom de Jacques Hélian, il grave plusieurs disques dès avant la guerre. Mobilisé en 1939, il se retrouve prisonnier de guerre jusqu'à sa libération pour raison de santé en mars 1943. Il reconstitue immédiatement un petit orchestre qui se produit principalement à la radio.

### Fleur de Parisà la Libération
C'est au lendemain de la Libération que l'orchestre de Jacques Hélian parvient à la notoriété, en remplaçant de fait celui de Raymond Legrand, dissous à la même époque.
Son indicatif, Fleur de Paris, sur des paroles de Maurice Vandair et la musique d'Henri Bourtayre, chantée simultanément aussi par Maurice Chevalier, fait figure d'« hymne de la Libération ». 

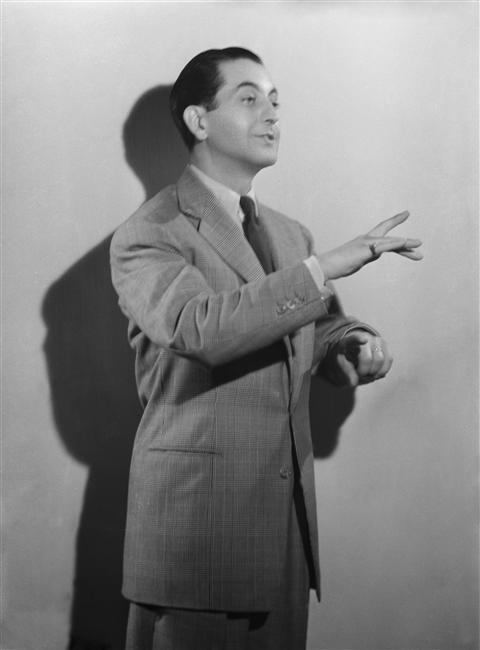
Le chef d'orchestre à la direction, en 1948.

Entre 1945 et 1949, Jacques Hélian enregistre plus de 70 chansons pour la firme Columbia, parmi lesquelles Le Régiment des mandolines (musique d’Henri Betti, paroles de Maurice Vandair) en 1946, C'est si bon (musique d’Henri Betti, paroles d’André Hornez) en 1948 et Maître Pierre (musique d’Henri Betti, paroles de Jacques Plante) en 1949. Les compositeurs avec lesquels il collabore régulièrement sont principalement Henri Bourtayre (Chanterelle, La Machina, Soleil Levant) et Louis Gasté (Le Porte-Bonheur, Chica ! Chico !, Au Chili, Les Pompiers du Mexique).
Jacques Hélian multiplie les émissions de radio très écoutées, les galas et les tournées. Dès 1945, les chanteurs de l'orchestre deviennent vite populaires, tels que Francine Claudel, Zappy Max (qui animera ensuite Quitte ou double et le Crochet radiophonique sous le chapiteau de Radio Circus), Jo Charrier et Ginette Garcin.

### Jean Marco et les Hélianes
En 1947, le chanteur Jean Marco, également guitariste et compositeur, s'impose rapidement comme crooner du groupe. 
Jean Marco sera durant 6 ans le principal chanteur de Jacques Hélian avec qui il enregistre de grands succès comme C'est si bon en 1948, Maître Pierre en 1949, Malgré tout en 1950, L'Amour se joue en 1951, ou Luna Rossa  et Ma petite folie en 1952.
En 1949, il met en place le premier groupe vocal féminin français qu'il appelle « Les Hélianes », en s'inspirant des Andrew Sisters, avec Claude Evelyne, Rita Castel, Nadine Young et Ginette Garcin, qui sera remplacée par Lou Darley en 1951.

### Étoile des neiges
Jacques Hélian lance en 1949 sur les ondes Étoile des neiges, chanson sous forme de valse composée et enregistrée à l'origine en 1944 par l'Autrichien Franz Winkler et sa sœur Albertine, en réarrangeant l'histoire et les paroles, et qui deviendra le plus grand succès de sa carrière et pour lequel il va recevoir un disque d'or. 
Entre 1949 et 1955, Bourvil est accueilli pour plusieurs chansons, telles que Pêcheur et Paysan et D'où viens-tu ?, et Charles Trenet en 1953, en reprenant ses succès.
En 1951, il recevra le Grand prix du disque de l'Académie Charles-Cros pour Tout est tranquille. Jacques Hélian et son orchestre se produisent alors dans des salles archi-combles et, sur scène comme à la radio, l'indicatif Fleur de Paris débute et termine chaque concert et chaque émission. Les "tubes" s'enchaînent et Jacques Hélian devient ainsi le deuxième plus gros vendeur de disques de l'après-guerre.
Alors que l'orchestre est au sommet de sa popularité, le 24 juin 1953, Jean Marco, qui commence à être très connu et apprécié, trouve la mort, à 30 ans, dans un accident de voiture, ce qui va provoquer un séisme au sein de la formation. "But The show must go on..." : Ce sont Jean-Louis Tristan et Lou Darley qui succéderont à Jean Marco et Claude Evelyne repartie dans sa Suisse natale.
Entre 1949 et 1956, on verra défiler dans l'orchestre quelques-uns des meilleurs jazzmen français et européens, parmi lesquels Christian Garros, Gérard Lévecque, André Paquinet, George Cloud, Fernand Verstraete, Marcel Bianchi, Pierre Gossez, Janot Morales, Sadi, ainsi que quelques « grosses pointures » venues d'outre Atlantique, notamment Ernie Royal, Al Mone, Bill Tamper, Don Byas, Kenny Clarke ou Sonny Grey. Vers 1952, l'orchestre de Jacques Hélian est, sans nul doute, l'un des meilleurs "big band" d'Europe.
Il continue parallèlement à ses spectacles d'enregistrer de très nombreux disques, transitant des 78 tours chez Columbia puis Pathé, aux microsillons 45 tours et 33 tours chez Festival.
L'orchestre joue dans plusieurs films : Cœur de coq (1946), Gay Paris, Romances et Rythmes, et surtout trois longs-métrages qui généreront de nombreuses chansons à succès : Pigalle-Saint-Germain-des-Prés (1950), Musique en tête (1951) et Tambour battant (1953).
En 1954 lors d'un concert à Bruxelles, un jeune homme timide, Jacques Brel, se dirige vers Jacques Hélian, et lui propose sa toute première chanson, Il peut pleuvoir. La chanson est ajoutée au répertoire de l'orchestre - c'est ainsi que la France va entendre parler pour la première fois de Jacques Brel.
En 1956, Jacques Hélian et son orchestre sont les premiers à jouer du rock 'n' roll en France, en adaptant Rock Around the Clock de Bill Haley sous le titre Toutes les heures qui sonnent, avec Lou Darley au chant. L'interprétation reste cependant dans un style swing/big band. Suivront Le Rêve de la Dactylo, adapté de Rock and Roll Waltz de Kay Starr, puis C'Est Le Rock And Roll et Rock And Roll Parade en 1957.
À partir du milieu des années 1950, en raison du coût très important des grandes formations ainsi que des transitions de la mode, les grands orchestres à sketches et de music-hall commencent à se réduire, poussés vers la sortie par l'arrivée du Rock and Roll (bien que d'autres "ensembles de chanteurs" continuèrent, tels que les Compagnons de la chanson). Le grand orchestre permanent de Jacques Hélian donne son dernier concert le 15 mars 1957.

### Nouvel orchestre de 1958 à 1979
Poussé par la nécessité et par le public, dès l'été 1958, Jacques Hélian remonte un nouvel orchestre du même style que le précédent, mais plus intermittent, pour faire danser et présenter quelques numéros. Cet orchestre se compose de Christiane Legrand sa nièce, Danny Dallest, Claudine Meunier et Nadine Gaudel, ainsi que Fred Harvey et Vasso Marco, frère de Jean Marco... De nouveaux succès de l'époque sont repris et enregistrés sur disque, tels que : Vendanges à Madeira (1958) chanté aussi par Luis Mariano, Qu'il fait bon vivre (1959) des Compagnons de la chanson, Les marrons chauds (1960) par Dalida, Nous les gars, nous les filles (1961) par Johnny Hallyday, etc. Après 1965, les enregistrements se raréfient, mais l'ensemble chante toujours dans quelques émissions télévisées de Guy Lux. Le dernier disque est enregistré le 9 octobre 1973.
Jacques Hélian aura au passage profité de la vogue du cha-cha-cha en proposant son Cha-cha-cha des thons, qui sera largement diffusé sur les ondes.
Après la dissolution de son orchestre fin 1979, Jacques Hélian écrit un ouvrage de référence intitulé Les Grands Orchestres de Music-Hall en France (1984, Ed. Philipachi), dans lequel il consacre, notamment, plusieurs chapitres à celui qu'il a créé. Il meurt à Paris le 29 juin 1986 et est inhumé au cimetière du Père-Lachaise (87e division, case 15672).

### Films et sites Internet de rétrospective
- Les « Années Jacques Hélian » sont retracées dans un film intitulé Vive la vie[8], dans un site internet intitulé "Jacques Hélian et son orchestre : la saga d'un big band à la Française", réalisé par Roland Fauré, et dans une page web intitulée "Du temps des cerises aux feuilles mortes : Jacques Hélian", réalisée par Jean Bahuhaud (voir liens externes).

- Le 9 avril 2004, Roland Fauré édite un site internet (rénové en 2021) entièrement consacré rétrospectivement à l'orchestre de Jacques Hélian, où l'on peut écouter tous ses principaux succès, et retraçant son histoire[9]: https://www.jacques-helian.fr/